# 푸른 강은 흘러라
"푸른 강은 흘러라"는 2009년에 개봉한 대한민국의 영화이다.

## 캐스팅
- 한예리 : 숙이 역
- 남철 : 철이 역
- 임선애 : 수연 역
- 이지상 : 석룡 역
- 류아벨 : 미옥 역
- 김미옥 : 선화 역
- 최려려 : 설레 역
- 전수산 : 우돌 역
- 고봉 : 민복 역
- 리용준 : 룡호 역
- 문예화 : 춘자 역
- 안미령 : 영실 역
- 륙련영 : 새침 역
- 윤지은 : 발랄 역
- 오미연 : 지영선생 역
- 노윤 : 왕 선생 역
- 김미령 : 영순 역
- 김홍 : 만화방복무원 역
- 신기록 : 오토바이 썬그라스 남자 역
- 손련 : 데이트족 여자 역
- 전문봉 : 데이트족 남자 역
- 양새롬 : 상담원 역
- 고조영 : 단속반 1 역
- 이승찬 : 단속반 2 역
- 김재석 : 단속반 3 역
- 신승균 : 단속반 4 역
- 박규현 : 단속반 5 역
- 이협수 (우정출연)